# بدریچ بنس
بدریچ بنس (انگلیسی: Bedrich Benes؛ زادهٔ ۱۰ november ۱۹۶۷ (۵۷ سال)) دانشمند حوزه الکترونیک اهل ایالات متحده آمریکا است.